# Échenilleur à longue queue
Coracina longicauda
Espèce
Statut de conservation UICN

 LC  : Préoccupation mineure
L'Échenilleur à longue queue (Coracina longicauda) est une espèce de passereaux de la famille des Campephagidae.

## Répartition
Il vit à travers la cordillère centrale de Nouvelle-Guinée.

## Habitat
Il habite les montagnes humides tropicales et subtropicales.